# Logica tradițională
Logica tradițională este logica practicată de filozofi și savanți în perioada de la constituirea logicii prin contribuția lui Aristotel din secolul al IV-lea î.Hr. și până la constituirea logicii moderne în secolul al XIX-lea, numită și logica predicatelor. A mai fost denumită logică aristotelică, logică clasică și logică formală.
Obiectul logicii tradiționale îl constituie formele logice fundamentale, noțiunea, judecata și raționamentul, condițiile corectitudinii lor formale pentru obținerea adevărului.
În cercetarea formelor gândirii logica tradițională se ocupă de formarea noțiunilor, de conținutul și sfera noțiunilor, de raporturile dintre noțiuni, de principalele operații cu noțiunile; definiția, clasificarea, diviziunea. De asemenea ocupându-se de judecăți arată ce sunt acestea, care este raportul dintre judecăți și adevăr, analizează compoziția și structura judecății, ce raporturi există între judecată și propoziții. Logica tradițională se ocupă cu  distingerea diferitelor feluri de judecăți, distribuirea termenilor în judecăți, transformarea judecăților. Cercetează raționamentul ca formă complexă de gândire. Distinge astfel raționamentul de tip deductiv  transductiv și raționamentul inductiv. La raționamentul deductiv analizează felurile acestuia punând accent pe forma numită silogism pe care o cercetează în amănunțime ca structură, reguli, moduri și figuri silogistice. Tot în cadrul studiului raționamentului deductiv logica tradițională cercetează raționamentele ipotetice, disjunctive și raționamentele de relații. Privind raționamentul inductiv se ocupă de structura acestuia, de felurile inducției, cercetând diferitele tipuri de inducție ca inducția incompletă, inducția completă etc. Logica tradițională având o corelată activitate în domeniul cercetării anumitor științe ale a naturii abordează adeseori și problemele metodelor de stabilire a relațiilor cauzale dintre fenomene. De asemenea ia în considerare regulile raționamentului de tip analogic precum și regulile și rolurile ipotezei în știință.
De asemenea sintetizează legile fundamentale ale gândirii corecte descoperind până acum patru legi respectiv legea identității, legea noncontradicției, legea terțiului exclus și legea rațiunii suficiente. Se ocupă de cercetarea manifestării lor în diverse acte ale gândirii.
Cel mai constant logica tradițională își arată rezultatele în activitatea de demonstrație și combatere. Aici logica tradițională trasează principiile demonstrației, structura demonstrației logice, procedeul demonstrației, modurile demonstrației precum și erorile în demonstrație.
O caracteristică a logicii tradiționale este faptul că utilizează limbajul natural și este legată de aplicabilitatea accesibilă vieții cotidiene. Utilizează pentru stabilirea valorii de adevăr a propoziției logice două valori care se exclud, adevărat sau fals.

## Obiectul logicii tradiționale
Logica tradițională a studiat gândirea sub aspectul formal, fără referire la conținut. Conținutul utilizat în forme servește doar pentru exemplificarea utilizării unei forme. De asemenea logica formală nu ținea cont de condițiile biologice, anatomice sau fiziologice, afective sau volitive ale omului care gândește și nici de facultatea memoriei sau imaginației individuale, ci urmărea doar procesul propriu zis de formare și transformare a formelor în care omul gândea. Scopul acestei selecții era desprinderea a ceea ce era constant în procesul gândirii a ceea ce era valabil pentru orice individ care gândește. Se dorea extragerea unor cunoștințe sigure despre gândire și a unor norme (reguli) prin care să se gândească corect adică să se ajungă la cunoștințe viabile, utile, corespunzătoare stării de fapt a lucrurilor, la cunoștințe adevărate.
Logica tradițională distinge trei forme fundamentale ale gândirii: noțiunea, judecata și raționamentul.
Noțiunea
Noțiunea este formă logică fundamentală care reflectă caracteristicile necesare, generale și repetabile ale unei clase de obiecte. Noțiunea are compoziție duală, părțile sale fiind conținutul sau intensiunea, și sfera sau extensiunea. Noțiunea se exprimă în cuvânt. Intensiunea sau conținutul noțiunii este mulțimea însușirilor caracteristice clasei de obiecte desemnată de noțiune. Extensiunea sau sfera este mulțimea tuturor obiectelor din clasa reflectată de noțiune ce posedă caracteristicile reunite în intensiune. Caracteristicile prevăzute de intensiune mai poartă numele de note. Raportul de dualitate dintre conținutul și sfera noțiunii se manifestă sub forma variației inverse: o noțiune cu un conținut mai restrâns are o sferă mai largă iar o noțiune cu un conținut mai bogat are o sferă mai restrânsă.
Exemplu:
Noțiunea om având în conținut numai însușirea de ființă gânditoare cuprinde în sfera sa pe toți oamenii.
Noțiunea de om cult având în conținut însușirea de a gândi și însușirea de a poseda cultură va include în sfera sa numai pe acei oameni și-au însușit cultură.
Noțiunea de om cult activ are în conținut trei însușiri care restrâng și mai mult sfera noțiunii incluzând doar acele ființe care gândesc, au cultură și acționează.
În acest fel noțiunile se deosebesc după gradul de generalitate al conținutului și după lărgimea sferei. Noțiunile care au în conținutul lor numai însușiri necesare, esențiale și generale se numesc concepte. Noțiunile care au note extrem de puține, universale, generale și esențiale având o sferă maximă se numesc categorii sau genuri supreme. La polul opus se găsește noțiunea infimă sau noțiunea individuală.
Exemplu:
Timp este categorie (gen suprem) deoarece ea are în conținut însușirii necesare, esențiale și universale posedate de  toate obiectele lumii.
Societate este un concept deoarece conține însușiri necesare, esențiale și generale însușiri proprii formelor de existență omenească.
Azorel este o noțiune individuală, o specie infimă deoarece conține atâtea însușiri proprii încât numai un anumit individ le poate poseda.
Din punctul de vedere al sferei între noțiuni există raporturi de concordanță și raporturi de opoziție. Raporturile de concordanță pot fi de identitate când sferele a două noțiuni coincid total sau de ordonare când sfera uneia se cuprinde total în sfera celeilalte. Raporturile pot fi de încrucișare când sferele a două noțiuni au numai o parte comună. Raportul de opoziție este concretizat prin contrarietatea între noțiuni când un obiect nu poate face parte din sfera ambelor noțiuni dar poate lipsi din sferele amândurora. De asemenea opoziția este particularizată în raportul de contradicție dintre noțiuni atunci când  un obiect nu poate fi nici exclus nici inclus în sferele ambelor noțiuni.
Operațiile efectuate asupra noțiunilor
Deși nu sunt operații pur formale determinarea și generalizarea sunt operații asupra noțiunilor ce ușurează și accelerează procesul gândirii abstracte propriu gândirii logice., motiv pentru care sunt situate înaintea celor trei operații logice cu noțiuni consacrate consacrate în logica clasică.Ele contribuie la asigurarea consecvenței și justificării raționamentelor.
Determinarea
Determinarea noțiunii este operația logică de  îngustare a sferei noțiunii prin  adăugarea notelor conținutului noțiunii inițiale a unei note noi care se referă numai la o parte dintre obiectele care intră în sfera noțiunii inițiale. Este operația de îmbogățirea și precizare a  conținutului care atrage automat reducerea sferei astfel încât în final vom ști mai clar decât la început la ce obiecte facem referire.
Exemplu:
Noțiunea inițială: Logician român. Nota inițială este ,,român,,. Sfera este: Titu Maiorescu, Nae Ionescu, Grigore C. Moisil,  Anton Dumitriu, Gheorghe Enescu etc.
Noțiunea a doua: Logician român contemporan. Nota a doua este ,,contemporan,,. Sfera este: Grigore C. Moisil, Anton Dumitriu, Gheorghe Enescu.
Noțiunea a treia: Logician român, contemporan, autorul cărții „Teoria sistemelor logice”. Nota a treia este: ,,autorul cărții „Teoria sistemelor logice”,,.
Generalizarea
Generalizarea unei noțiuni este operația logică de lărgire a sferei unei noțiuni inițiale prin eliminarea tuturor notelor care aparțin numai obiectelor  ce alcătuiesc sfera acestei noțiuni.
Definiția
Clasificarea
Diviziunea
Judecata
Judecata este forma logică fundamentală, caracterizată prin faptul că afirmă sau neagă ceva despre ceva și în consecință are însușirea da a fi adevărată sau falsă adică are valoare de adevăr.
Raționamentul
Raționamentul este forma logică fundamentală constând într-o conexiune ordonată de judecăți în vederea dobândirii unor judecăți noi.

## Importanța logicii tradiționale
Cunoașterea și însușirea logicii tradiționale are impact direct asupra formării și dezvoltării naturale a capacității de gândire a omului, în special în perioada formativă. Această funcție este îndeplinită datorită nivelului accesibil de abordare a formelor și legilor de gândire, precum și  datorită folosirii limbajului natural și a desprinderii treptate a formelor constante de gândire corectă.